# Соколовський Степан Миколайович
Степан Миколайович Соколовський (28 березня 1942, Бережниця, Калуський район, Івано-Франківська область, Українська РСР — 19 липня 2012, Харків) — український радянський діяч місцевого самоврядування, голова виконавчого комітету Харківської міської ради народних депутатів (1986—1990). Почесний громадянин Харкова (2009).

## Життєпис
У 1956—1969 рр. працював робітником геодезичної групи, майстром, старшим виконробм, головний інженером будівельно-монтажних управлінь тресту «Східважбуд», «Східжитлопромбуд» (м. Усольє-Сибирське Іркутської області).
У 1967 р. закінчив Іркутський політехнічний інститут за спеціальністю інженер-будівельник.
У 1969—1973 рр. — начальник будівельно-монтажного управління «Куп'янськсільмашбуд», головний інженер тресту «Промбуд» у Харкові.
Від 1973 р. — керуючий будівельно-монтажним трестом «Промбуд-1» в місті Лозова, від 1983 р. — головний інженер будівельно-монтажного тресту комбінату «Харківпромбуд».
З грудня 1983 р. до січня 1986 р. — заступник завідувача, завідувач відділу будівництва Харківського обласного комітету КПУ.
З січня 1986 р. до травня 1990 р. — голова виконавчого комітету Харківської міської ради.
Обирався депутатом Куп'янської, Лозівської, Харківської міських рад, Харківської обласної ради народних депутатів.